# Milan Jovanović (Fußballspieler, 1981)
Milan „Lane“ Jovanović (serbisch-kyrillisch Милан Јовановић; * 18. April 1981 in Bajina Bašta, SFR Jugoslawien, heute Serbien) ist ein ehemaliger serbischer Fußballspieler. Er ist der Vater des Juniorennationalspielers Lazar Jovanović.

## Karriere

### Im Verein
Milan Jovanović spielte in seiner Jugend bei Kosmos in seiner Geburtsstadt Bajina Bašta und beim Budučnost Valjevo. Mit 18 Jahren wechselte im Jahr 2000 zu Vojvodina Novi Sad und verbrachte dort drei Jahre. Im Anschluss daran wechselte er ins Ausland und war ein Jahr lang bei Schachtar Donezk und zwei Jahre bei Lokomotive Moskau aktiv. Ab Beginn der Saison 2006/07 spielte er bei Standard Lüttich und erzielte in seiner ersten Spielzeit in der 1. Division 14 Tore in 29 Spielen.
Am 8. Juli 2010 unterschrieb er beim englischen FC Liverpool einen Dreijahresvertrag, der ab der Saison 2010/11 in Kraft trat. Der FC Liverpool musste keine Ablöse an Standard Lüttich zahlen. Sein Debüt in der Premier League gab der Offensivspieler am 1. Spieltag in der Partie gegen Arsenal London, als ihn Trainer Roy Hodgson in der Startaufstellung aufbot. Bis zum 4. Spieltag blieb Jovanović in der Startelf; in der Folgezeit kam er nur noch vereinzelt zu Einsätzen, sodass er bis zum Saisonende nur zehn Premier-League-Einsätze absolviert hatte.
Im August 2011 wechselte Jovanović zurück nach Belgien zum RSC Anderlecht, nachdem er sich bei Liverpool nicht hatte durchsetzen können. In Anderlecht erhielt der Angreifer einen Zweijahresvertrag. Auf Anhieb wurde er wieder Leistungsträger. Mit zwei Toren in der Qualifikation zur Gruppenphase der Europa League 2011/12 gegen Bursaspor verhalf er seinem Team zum Einzug in die Gruppenspiele. 2013 beendete er hier im Alter von 32 Jahren seine aktive Karriere als Spieler.

### Nationalmannschaft
Nach den guten Partien im Dress Standard Lüttichs wurde Javier Clemente, der damals die Nationalmannschaft Serbiens betreute, auf Jovanović aufmerksam. Sein Debüt in der Nationalmannschaft gab Jovanović am 2. Juni 2007. Als Einwechselspieler im Spiel um die Qualifikation zur EM 2008 in Helsinki gegen Gastgeber Finnland kam er in der 60. Minute für Marko Pantelić ins Spiel und erzielte in der 86. Minute das Tor zum 2:0-Endstand.
Bei der WM 2010 in Südafrika erzielte Jovanović den Treffer zum 1:0-Endstand gegen Deutschland im zweiten Vorrundenspiel der Gruppe D. Nach einer Flanke auf Zigić legte dieser per Kopf auf Jovanović ab. Dieser erzielte aus kurzer Distanz den Siegtreffer für Serbien.

### Erfolge/Titel
Mit seinen Vereinen 
- Ukrainischer Pokalsieger: 2003/04
- Russischer Meister: 2004
- Belgischer Meister: 2007/08, 2008/09, 2011/12, 2012/13
- Belgischer Supercup: 2008, 2009, 2012

Individuelle Erfolge/Ehrungen
- Belgischer Fußballer des Jahres: 2007/08
- Belgischer Goldener Schuh: 2009